# António Barbio
António André Pereira Barbio (Torres Vedras, 16 december 1993) is een Portugees wielrenner die rijdt voor Tavfer-Ovos Matinados-Mortágua

## Carrière
Als junior werd Barbio in 2011 nationaal kampioen tijdrijden, voor João Leal en Luis Gomes. Bij de beloften werd hij tweemaal op rij tweede in de wegwedstrijd op het nationale kampioenschap: in 2011 achter Pedro Paulinho, een jaar later achter Victor Valinho.
Zijn eerste profzege behaalde Barbio in 2017. In de zevende etappe van de Ronde van Portugal kwam hij solo als eerste over de finish. Ruim een minuut later werd Gustavo César tweede, voor Vicente García de Mateos.

## Overwinningen
2011
 Portugees kampioen tijdrijden, Junioren
2017
7e etappe Ronde van Portugal

## Ploegen
- 2013 –  Ceramica Flaminia-Fondriest
- 2016 –  Efapel
- 2017 –  Efapel
- 2018 –  Miranda-Mortágua
- 2019 –  LA Aluminios
- 2022 –  Tavfer-Ovos Matinados-Mortágua
- 2023 –  Tavfer-Ovos Matinados-Mortágua
- 2024 –  Tavfer-Ovos Matinados-Mortágua
- 2025 –  Tavfer-Ovos Matinados-Mortágua

Almeida · Barbio · Brandão · Cardoso · Casimiro · Ferreira · Mestre · Silva · Trueba
Barbio · Campos · Carvalho · Chaves · Cordeiro · Leal · Magalhães · Meireles · Nunes · Rocha · Sousa · Teixeira